# Ahrner Kopf
Ahrner Kopf (italsky Cima del Vento) je vrchol o nadmořské výšce 3051 m nalézající se v západní části horské skupiny Venediger ležící na rakousko-italské hranici mezi Východním a Jižním Tyrolskem. Tato hranice se zde shoduje s hranicí mezi přírodním parkem Rieserferner-Ahrn a národním parkem Vysoké Taury. Ahrner Kopf se nachází na hřebeni mezi Dreiherrnspitze (3499 m) na severovýchodě a Rötspitze (3496 m) na jihu, nejbližšími vrcholovými body jsou Hoher Rosshuf (3199 m) a Virgilkopf (3036 m). I přes blízkost mnohem vyšších a známějších vrcholů je Ahrner Kopf, rámovaný vrcholy Vordere a Hintere Umbaltörl (2949 m a 2849 m), poměrně samostatným třítisícovým vrcholem, který může být díky svým poměrně výrazným hřebenům na severu a jihu a strmým úbočím na západě a východě z některých pohledů docela působivý.
Hora je zmiňována již v roce 1583 v popisu hraničního toku, tehdy je nazývána "Auer Kopf", což bylo odvozeno od "Auerhof". Toto označení bylo později změněno na současný název, místní obyvatelé jej vyslovují jako Agnakopf. Z iniciativy chataře Lenkjöchlhütte byl na hoře v roce 2004 vztyčen vrcholový kříž, který byl slavnostně otevřen v létě 2005.

## Možnosti výstupu
Na horu se obvykle vystupuje z jihotyrolské strany. Výchozím bodem je Kasern ve vnitřním údolí Ahrntal (1595 m). Jako základna může sloužit chata Lenkjöchlhütte (2603 m), ke které se z Kasernu dostanete buď přes Röttal, nebo Windtal. Asi 50 metrů pod chatou odbočuje z cesty vedoucí z Windtalu k chatě značená turistická stezka. Tato stezka nejprve téměř po vrstevnici překračuje severozápadní úbočí Untere Rötspitze a pokračuje kousek nahoru a dolů úžlabinou, kde zůstaly dlouhé zbytky starého sněhu, na západní úbočí hory. Stoupáním po hřebeni dojdeme na rozcestí, kde se cesta na Vorderer Umbaltörl větví jižním směrem. Odtud vede poměrně strmá stezka západním úbočím Ahrner Kopf, která kousek pod vrcholem dosahuje jeho jižního hřebene, přes který je třeba překonat posledních několik metrů. Tento výstup není obtížný; alternativou, která je jen o něco obtížnější, je pokračovat na Vorderen Umbaltörl na výše zmíněném rozcestí a odtud se dostat na vrchol jižním hřebenem, který je však ve spodní části poměrně drsný. Při výstupu z Východního Tyrolska budete tuto variantu pravděpodobně využívat hlavně na posledních metrech k vrcholu. Na Vordere Umbaltörl lze vystoupit z východu od chaty Clarahütte (2038 m) přes Umbaltal, přičemž jako základnu lze využít i bivak Philipp Reuter (2672 m), který leží na cestě těsně pod Vordere Umbaltörl.
Výstup na Ahrner Kopf je vhodný i jako lyžařská túra, přičemž nejčastěji používaná trasa je do značné míry stejná jako v létě, přičemž se obvykle volí varianta přes Windtal. Ve strmé horní oblasti západního úbočí však může hrozit značné riziko lavin, zejména po čerstvém sněžení a větrném zatížení.

## Galerie

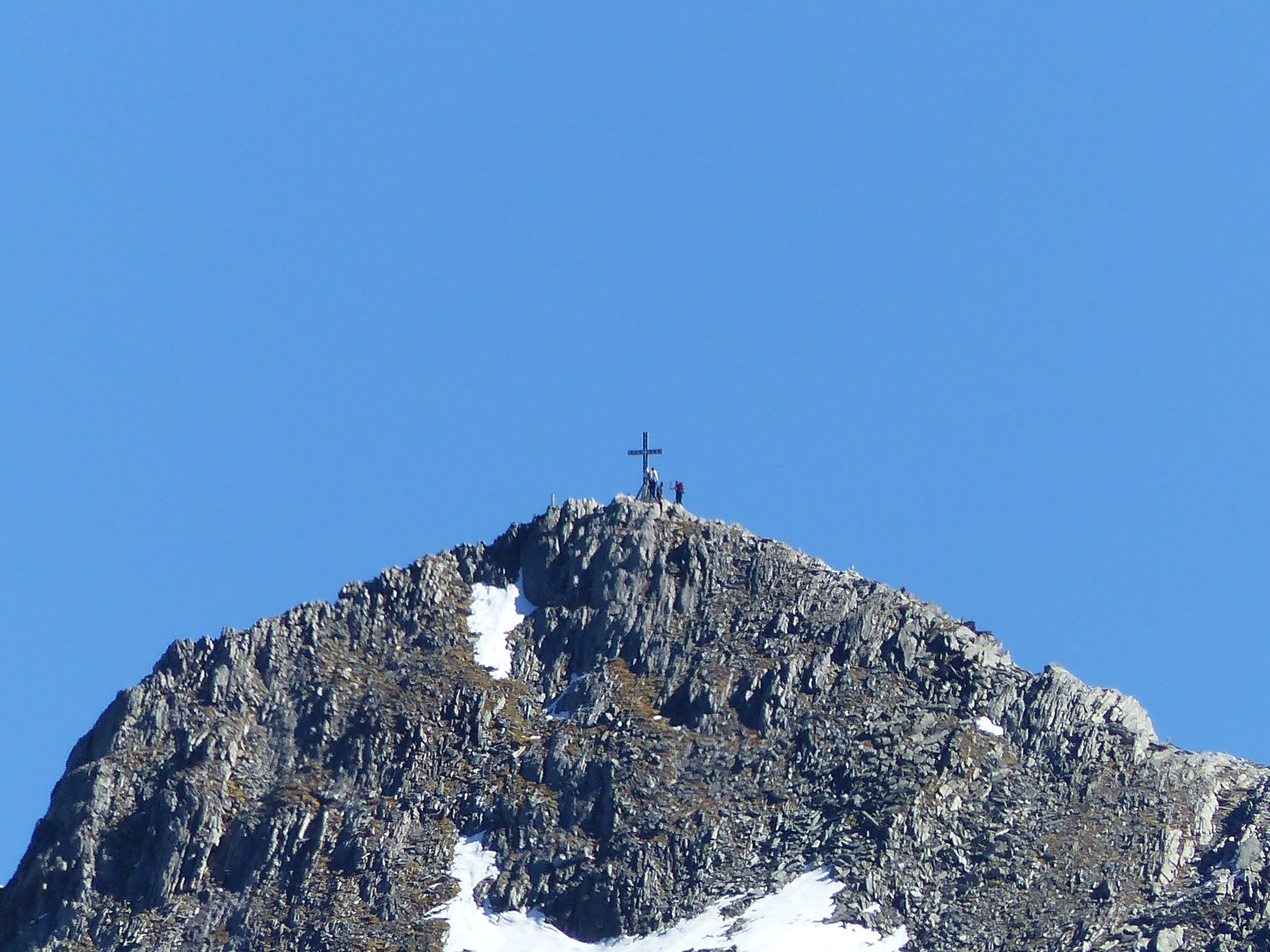
vrcholový kříž na Ahrner Kopf
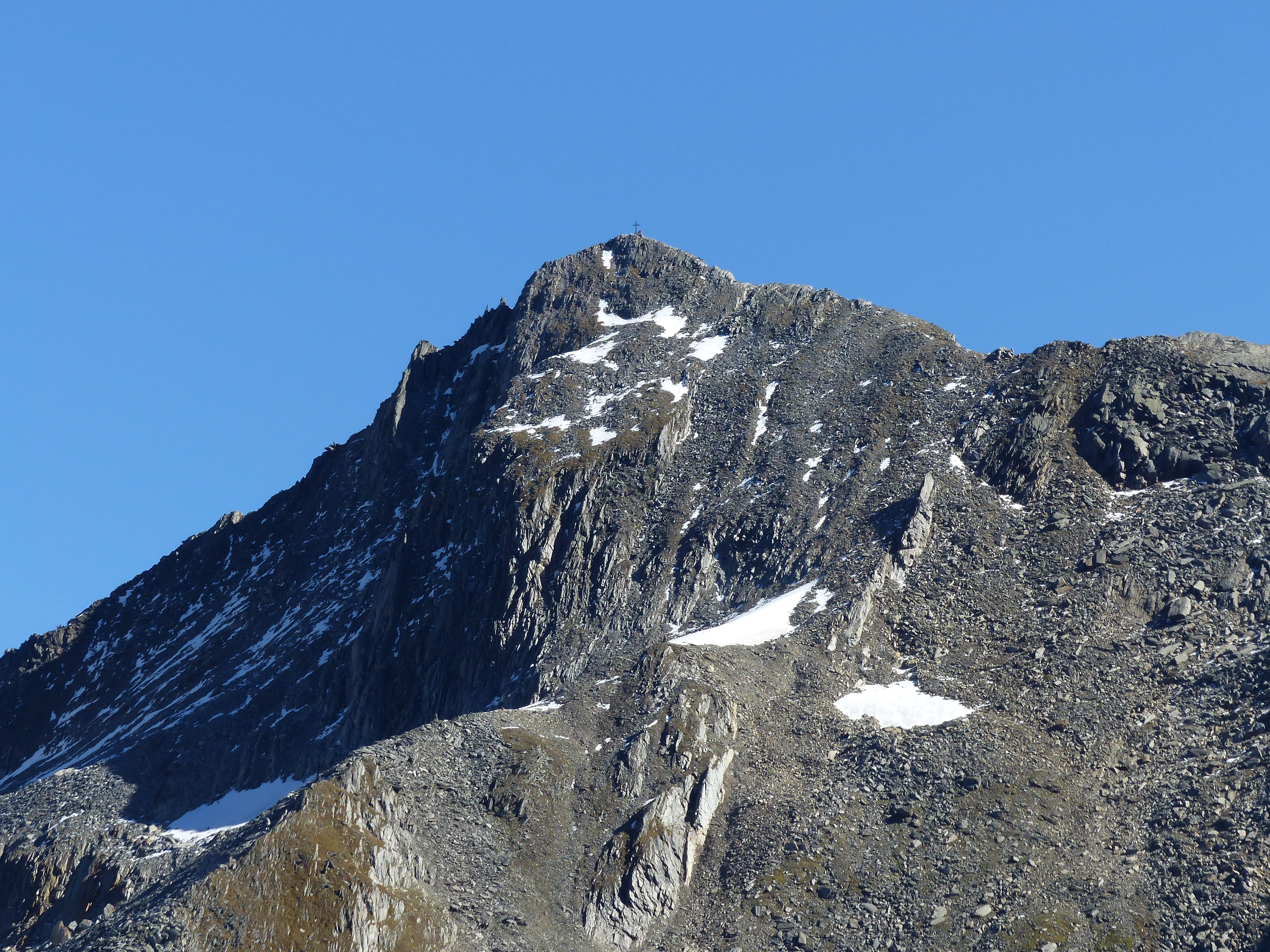
Ahrner Kopf
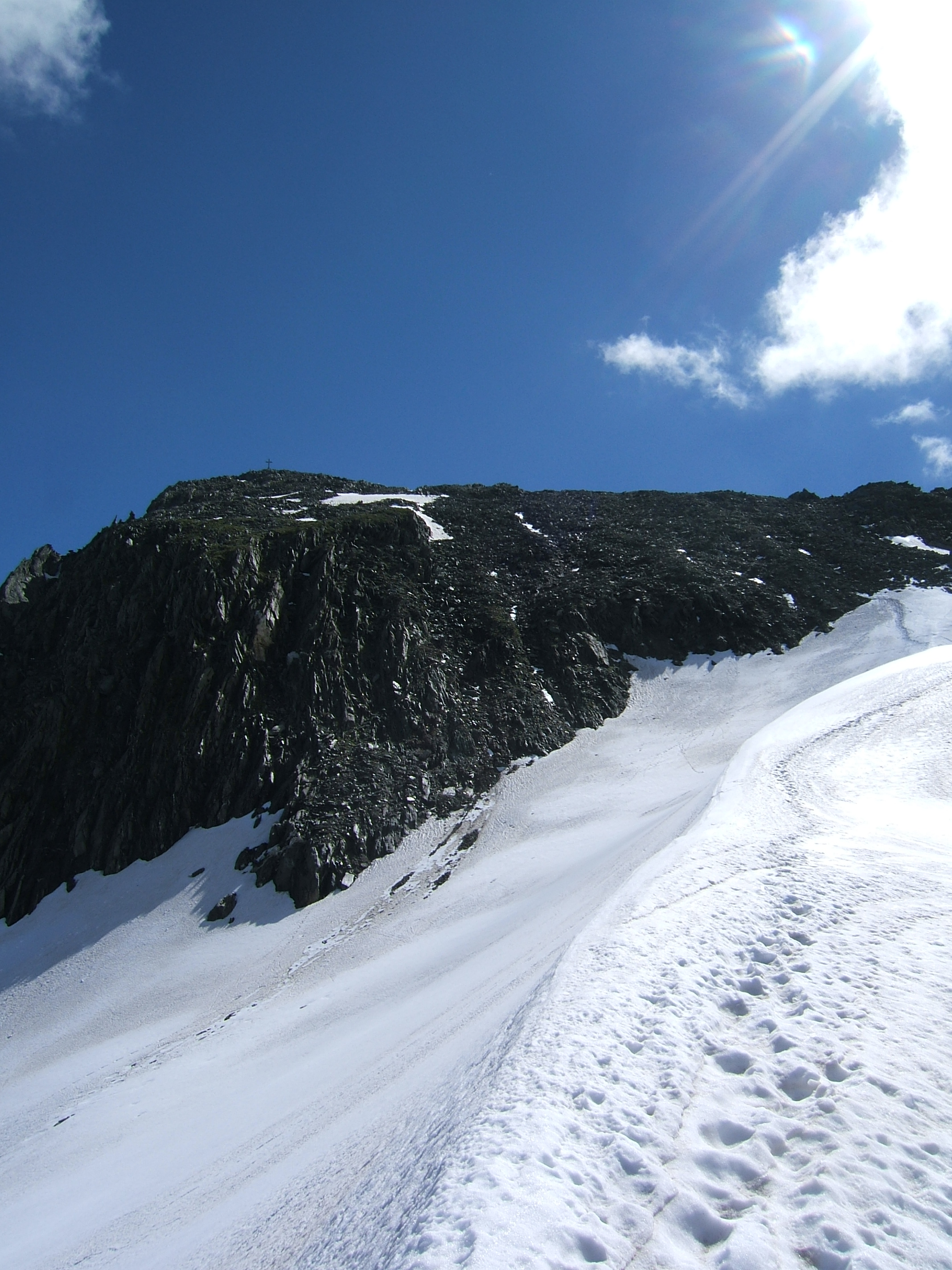
Ahrner Kopf od západu
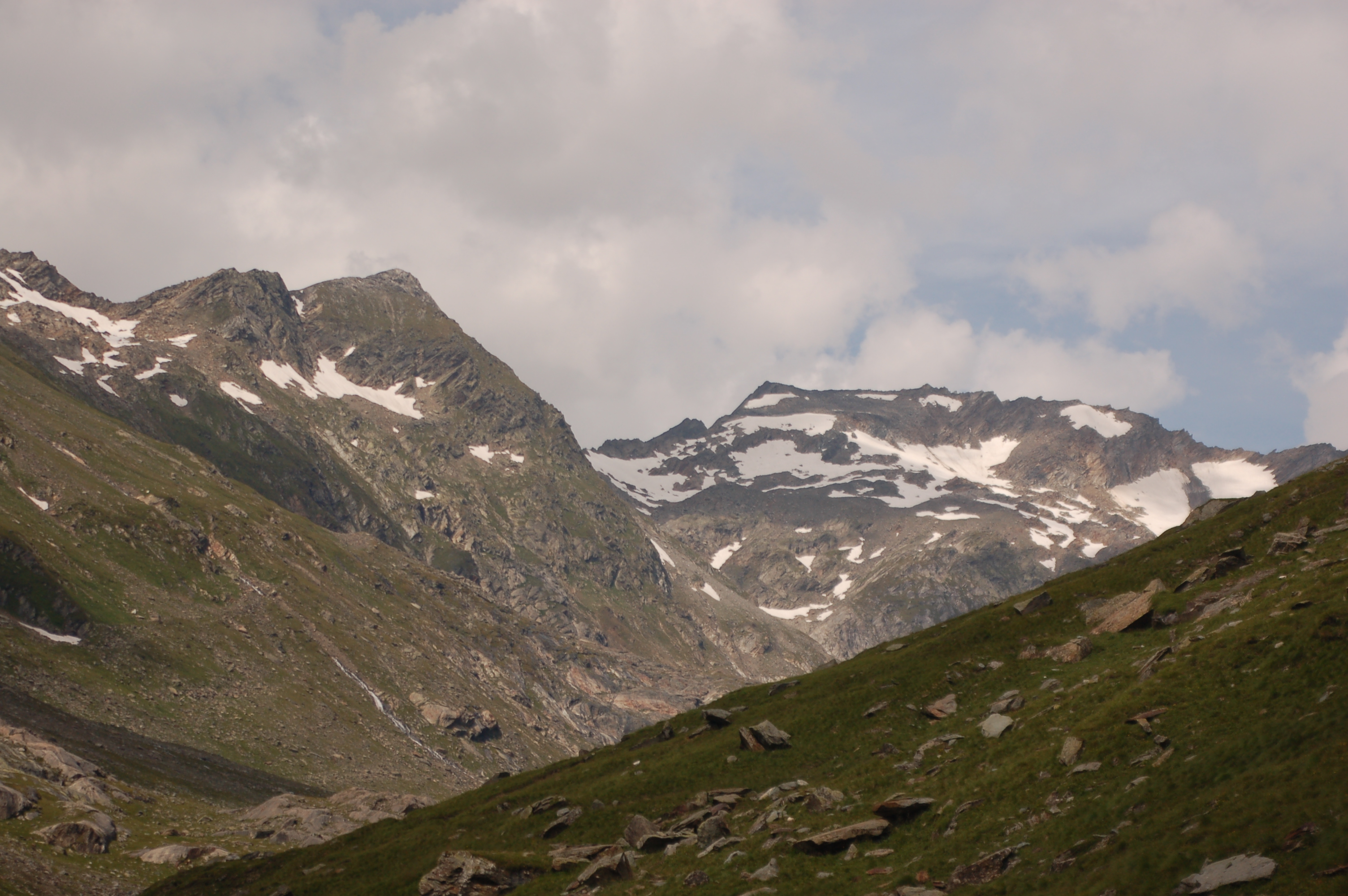
pohled na Hoher Rosshuf a Ahrner Kopf ze závěru údolí Umbaltal
Ahrner Kopf na 360° panoramatu